# Pont General Artigas
Pour les articles homonymes, voir Artigas (homonymie).
Le pont General Artigas (en espagnol : Puente General Artigas) est un pont routier international qui franchit le Río Uruguay et relie les villes de Colón, en  Argentine, et Paysandú, en Uruguay. La construction de l'ouvrage commença en 1973 et il fut inauguré le 10 décembre 1975 par la présidente de l'Argentine, Isabel Perón. Il porte le nom du général José Gervasio Artigas, le père de l'indépendance de l'Uruguay.